# Atractus poeppigi
Atractus poeppigi là một loài rắn trong họ Colubridae. Loài này được Jan mô tả khoa học đầu tiên năm 1862.